# Hamburgische Dankmedaille (Elbe-Hochwasserkatastrophe 2002)

Grafische Darstellung der Hamburgischen Dankmedaille Elbeflut 2002

Die Hamburgische Dankmedaille (Elbeflut 2002) ist eine Auszeichnung des Landes Hamburg, welche am 29. August 2002 durch den Senat der Freien Hansestadt per Senatsbeschluss anlässlich des Elbhochwassers 2002 gestiftet wurde.

## Verleihungsvoraussetzungen
Da die Dankmedaille weder einen Stiftungserlass noch eine Durchführungsverordnung besitzt, möge der entsprechende Senatsbeschluss zitiert werden. Der aus einem einzigen Satz bestehende Beschluss lautet: Der Senat beschließt, als Dank für die hamburgischen Helferinnen und Helfer bei der Elbe-Hochwasserkatastrophe 2002 eine an weißrotem Band tragbare Dankmedaille mit der Inschrift „Als Dank für die Hilfe bei der Flut 2002“ zu prägen. Unterzeichnet ist der Beschluss von Volkmar Schön, Staatsrat des Hamburger Senats.

## Aussehen, Beschaffenheit und Trageweise
Die aus Bronze gefertigte Medaille hat einen Durchmesser von 33 mm und zeigt auf der Vorderseite die symbolische Darstellung einer Rettung aus Sturmflut. Niedergeschlagen hat sich diese Symbolik in der Darstellung eines Retters in einem kleinen Ruderboot der einen Menschen aus den Fluten zieht. Die Rückseite der Medaille zeigt das Hamburger Staatswappen, welches von der Inschrift: ALS DANK FÜR DIE / HILFE BEI DER FLUT / 2002 durchbrochen ist. Getragen wird die Dankmedaille an einem weißroten Band (den Farben der Hansestadt) an der linken oberen Brustseite.

## Verleihungsbefugnis und Sonderstellung
Die Hamburger Dankmedaille Elbeflut 2002 nimmt eine Sonderstellung unter den Orden und Ehrenzeichen der Bundesrepublik ein, da sie keine staatliche Auszeichnung im Sinne des Gesetzes über Titel, Orden und Ehrenzeichen vom 26. Juli 1957 darstellt, sondern eine reine Dankesgeste der Stadt Hamburg ist. Mit der so getroffenen Regelung der Nichtstaatlichkeit konnte der Senat die hanseatische Tradition, keine Orden und Ehrenzeichen an seine Bürger verleihen zu können, umgehen und eine Verleihung für diese ermöglichen. Die Aushändigung (keine Verleihung) der Dankmedaille erfolgt durch den Senat der Hansestadt. Eine Urkunde, wie es sonst bei Ehrenzeichen üblich wäre, wird aufgrund der Nichtstaatlichkeit dieser Auszeichnung nicht ausgehändigt.

## Verleihungszahlen
Die Verleihungszahlen der Dankmedaille belaufen sich auf ca. 4000.

## Sonstiges
Die auf der Vorderseite dargestellte Symbolik einer Rettung aus Sturmflut ist auch bei allen anderen Hamburgischen Medaillen, die aufgrund von Überschwemmungen gestiftet worden sind, unverändert übernommen worden. So bisher auf die:
- Hamburgische Dankmedaille (Oder-Flut 1997) und die
- Hamburgische Dankmedaille (Sturmflut 1962).